# Gisela Schlüter
Gisela Schlüter (Berlín, Alemania, 6 de junio de 1914-Mittenwald, Alemania, 28 de octubre de 1995) fue una actriz y artista de cabaret alemana.

## Biografía
Nacida en Berlín, Alemania, Gisela Schlüter era hija de un oficial de Dresde. Atraída desde muy pronto por el escenario, primero quiso ser bailarina, para lo cual se preparó, aunque su elevada estatura de 1,76 m no la hacía apta para el baile. Por ello decidió tomar lecciones del actor de Dresde Erich Ponto, iniciando su carrera de actriz a los 19 años de edad. En su primer año de trabajo ya actuó en cuatro producciones cinematográficas. Sin embargo, pronto se centró en el campo del cabaret, actuando en los años siguientes en el cine únicamente de manera ocasional.
Tras unos primeros pasos profesionales en Berlín con Günther Lüders como compañero, actuó en la pieza de teatro de bulevar Vorsicht Brigitte, demostrando su talento. Un año después actuó con Liesl Karlstadt y Karl Valentin en el berlinés Kabarett der Komiker, dedicándose en las décadas de 1930 y 1940 a la revista, las actuaciones y giras teatrales y a la radio. Como actriz teatral, Gisela Schlüter convencía gracias a su versatilidad, actuando, bailando, cantando y parodiando.
Junto a Brigitte Mira participó en el rodaje de los cortometrajes de propaganda Nazi de la serie Liese und Miese. Ella era „Liese“ (la „buena chica“), que hacía todo bien según el ideario nazi. Por el contrario, „Miese“ hacía todo mal, como acumular comida o escuchar radios enemigas. Sin embargo, Brigitte Mira, como „Miese“, tenía más simpatía del público que Gisela Schlüter, la „Liese“. Ante ello, pronto el Ministerio del Reich para la Ilustración Pública y Propaganda anuló la serie como contraproducente.
En el período de posguerra trabajó en numerosas giras teatrales y fue la estrella de Faust, dritter Teil en Hamburgo. 
También actuó para el cine, participando en Wir tanzen um die Welt (1939), Der Tiger von Eschnapur (1937/38), Eine Nacht im Mai (1938), Das indische Grabmal (1937/38), Sechs Tage Heimaturlaub (1941) y Unsere Tante ist das Letzte (1973).
Gisela Schlüter actuó por vez primera en televisión en el show de Vico Torriani Grüezi Vico. Tras numerosas actuaciones como invitada en reconocidos programas televisivos, inició un show propio el 25 de enero de 1963 para la Norddeutscher Rundfunk en Hamburgo, que se titulaba Zwischenmahlzeit. Hasta el año 1982, Zwischenmahlzeit se emitió tres o cuatro veces al año, recibiendo buenas críticas. Por su show, Gisela Schlüter recibió en 1976 el premio Goldene Kamera entregado por la revista televisiva Hörzu. Al programa acudieron muchas de las celebridades de la época, como Heinz Erhardt, Otto Lüthje, Heidi Kabel, Henry Vahl, Maxl Graf, Ilja Richter y Claus Wilcke, así como políticos como Franz Josef Strauß.
La afición de Gisela Schlüter era la astrología. Creó su propio horóscopo y estudió las constelaciones, tomando diferentes „precauciones“ a lo largo de su vida.
Estuvo conectado a la carrera profesional de Schlüter su pareja de siempre, el guionista televisivo Hans Hubberten. Escribió todos los 35 episodios de Zwischenmahlzeit para ella. La proximidad profesional hizo que permanecieran juntos 28 años, hasta la muerte de Hubberten en 1988. Ambos vivieron muchos años en una casa en Bad Kohlgrub. Tras fallecer Hubberten, Schlüter prácticamente se retiró de la vida pública.
En 1993 Schlüter se rompió la columna vertebral, varias costillas y un muslo. Nunca se recuperó completamente y quedó encamada. Falleció el 28 de octubre de 1995 en Mittenwald, Alemania, a los 81 años de edad, a causa de un accidente cerebrovascular, siendo enterrada en Bad Kohlgrub.

## Obra

### Filmografía
- 1937/1938 : Der Tiger von Eschnapur
- 1937/1938 : Das indische Grabmal
- 1937 : Das Ehesanatorium
- 1938 : Narren im Schnee
- 1938 : Eine Nacht im Mai
- 1941 : Der Gasmann
- 1950 : Dreizehn unter einem Hut
- 1957 : Mikosch, der Stolz der Kompanie
- 1957 : Die große Chance
- 1959 : Peter schießt den Vogel ab
- 1972 : Die lustigen Vier von der Tankstelle
- 1973 : Unsere Tante ist das Letzte
- 1973 : Das Wandern ist Herrn Müllers Lust

### Publicaciones
- Schnattern gehört zum Handwerk. Fackelträger, Hannover 1968.
- Lassen Sie mich auch mal zu Wort kommen. Seewald, Stuttgart 1983.